# Харбор Вју (Охајо)
Харбор Вју (енгл. Harbor View) град је у америчкој савезној држави Охајо.

## Демографија
По попису из 2010. године број становника је 123, што је 24 (24,2%) становника више него 2000. године.
| Група             | 2000.      | 2010.       |
| Белци             | 92 (92,9%) | 117 (95,1%) |
| Афроамериканци    | 0 (0,0%)   | 0 (0,0%)    |
| Азијати           | 0 (0,0%)   | 3 (2,4%)    |
| Хиспаноамериканци | 6 (6,1%)   | 2 (1,6%)    |
| Укупно            | 99         | 123         |